# Капралов Іван Миколайович
Капра́лов Іва́н Микола́йович (справжнє ім'я — Євген) (* 1891 — †1938) — український актор.
Народився 1891 р. У 1922 — 1930 роках знімався в кіно на Одеській кінофабриці ВУФКУ. Від 1930-х працював у Росії.. Незаконно репресований та розстріляний.

## Фільмографія
Знявся у фільмах:
- «Привид блукає Європою» (1922, льотчик),
- «Поміщик» (1923),
- «Слюсар і канцлер» (1923, Роберт),
- «Хазяїн Чорних скель» (1923, розбійник),
- «Лісовий звір» (1924, Юхим, бандит),
- «Остап Бандура» (1924, Остап),
- «Винахідник» (1925, Василь Михайлюк),
- «Сіль» (1925, Балмашов),
- «Укразія» (1925, Джон),
- «П. К. П.» (1926, Ковалевський),
- «Тарас Трясило» (1926, Іван),
- «Тарас Шевченко» (1926),
- «Навздогін за долею» (1927, Остап Мандрика),
- «Сумка дипкур'єра» (1927, Ральф),
- «Тамілла» (1927, офіцер),
- «За стіною» (1928),
- «Трансбалт» (1930, Мишко).